# (9992) 1997 TG19
(9992) 1997 TG19 est un astéroïde de la ceinture principale aréocroiseur découvert en 1997.

## Description
(9992) 1997 TG19 a été découvert le 8 octobre 1997 à l'observatoire Gekko, situé à Shizuoka (Japon), par Tetsuo Kagawa et Takeshi Urata.

### Caractéristiques orbitales
L'orbite de cet astéroïde est caractérisée par un demi-grand axe de 2,17 UA, un périhélie de 1,54 UA, une excentricité de 0,29 et une inclinaison de 2,59° par rapport à l'écliptique. Du fait de ces caractéristiques, à savoir un demi-grand axe inférieur à 3,2 UA et un périhélie compris entre 1,3 et 1,666 UA, il croise l'orbite de Mars et est classé, selon la JPL Small-Body Database, comme astéroïde aréocroiseur (aréo venant de Arès).

### Caractéristiques physiques
(9992) 1997 TG19 a une magnitude absolue (H) de 14,6 et un albédo estimé à 0,251.